# Textadept
Textadept — свободный минималистичный программируемый текстовый редактор для разработчиков, близкий по идеологии и архитектуре к Emacs.

## Особенности
Textadept может быть запущен как с графическим, так и с текстовым интерфейсом. В качестве основного компонента редактор использует библиотеку Scintilla, для работы в текстовом режиме создатели Textadept написали вокруг scintilla обёртку, использующую Curses (она доступна отдельно от textadept)
Подобно Vim и Emacs, для работы с несколькими открытыми файлами Textadept использует метафору буферов, однако в GUI-версии поддерживаются и более привычные пользователям Scite вкладки. Кроме того, одновременно может показываться содержимое нескольких буферов — экран можно поделить на произвольное число частей.
Textadept подобен Emacs в плане расширяемости: из Lua API доступны все подсистемы программы. Часть исходного кода, написанная на Си, не превышает 2000 строк исходного кода.